# Rejon siegieżski

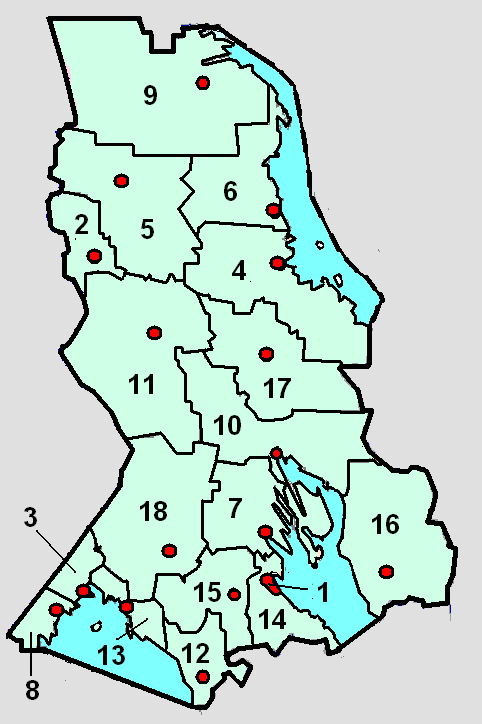
Podział administracyjny Karelii. Rejon siegieżski oznaczony numerem 17.
Czerwony punkt na terenie rejonu pokazuje lokalizację ośrodka administracyjnego

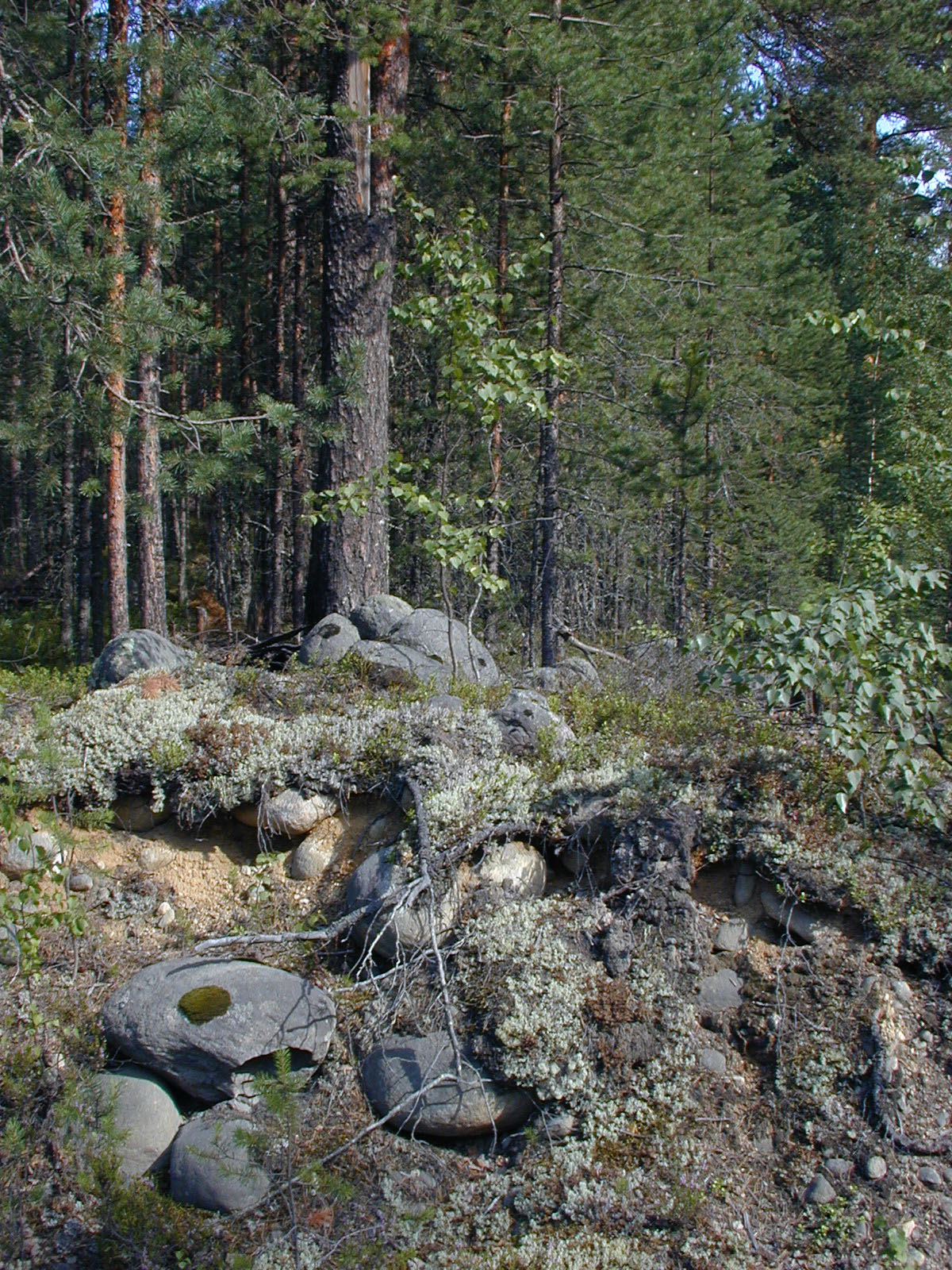
karelska tajga

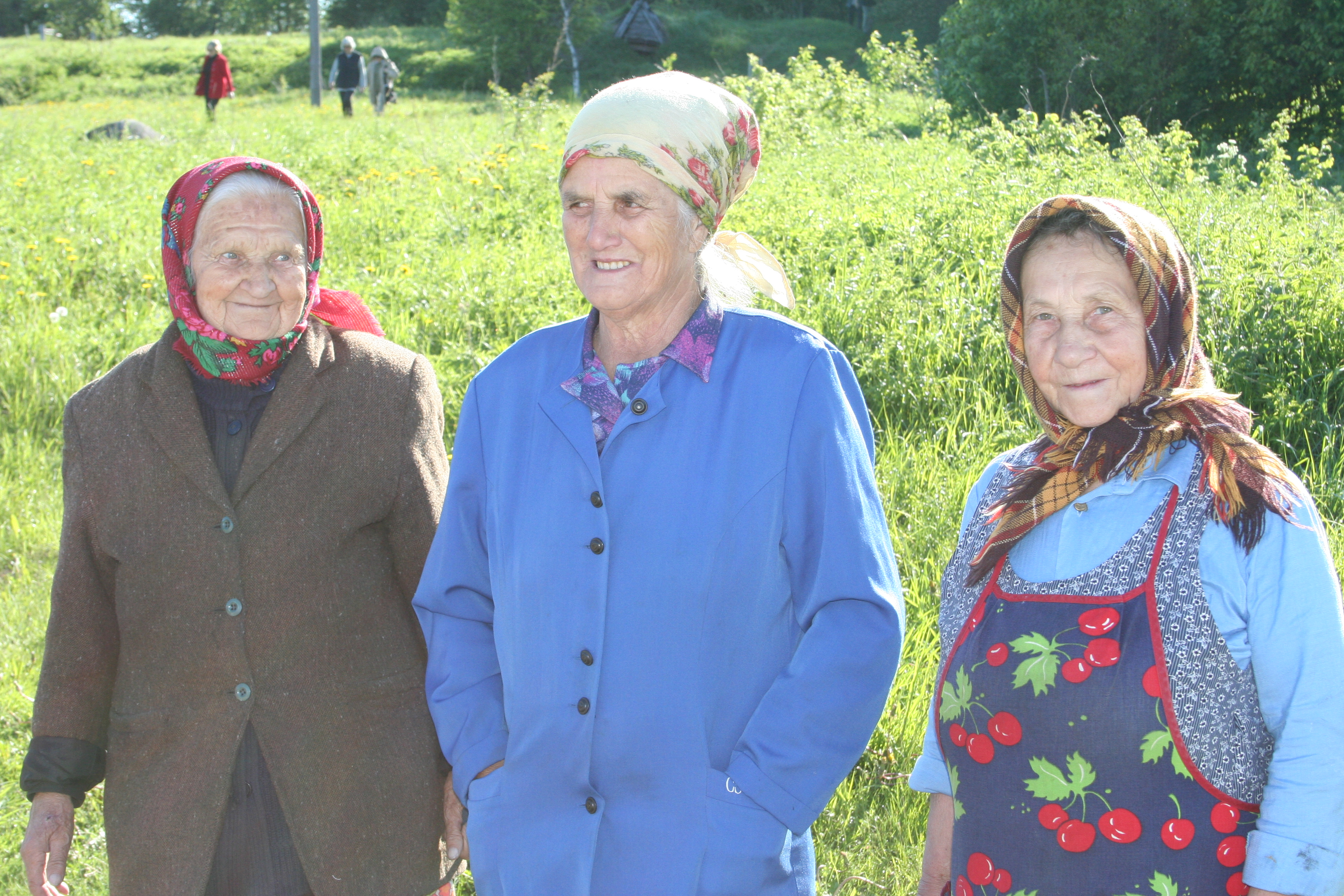
Karelki – rdzenne mieszkanki rejonu

Rejon siegieżski (ros.  Сегежский район ) – rejon w północno-zachodniej Rosji, wchodzący w skład rosyjskiej Republiki Karelii.

## Położenie i powierzchnia
Rejon ma powierzchnię 10,7 tys. km². i leży na równinnym obszarze w środkowej części Karelii. Większość powierzchni pokrywa tajga, sosnowo-świerkowa, z niewielką domieszką drzew liściastych. Na terenie tym znajdują się liczne rzeki i jeziora, spośród których największe są Wygoziero i Siegoziero. Sporą część obszaru rejonu stanowią bagna i torfowiska.
Przez obszar Rejonu siegieżskiego przebiega droga wodna łącząca Bałtyk z Morzem Białym – Kanał Białomorsko-Bałtycki.

## Ludność
Rejon zamieszkany jest przez 48.731 osób (2005 r.), głównie Rosjan, a także przez rdzennych mieszkańców Karelii – Karelów, którzy stanowią większość na obszarach wiejskich. Kilkuprocentowy udział w populacji mają też dwie inne napływowe nacje: Ukraińcy i Białorusini. Osadnicy niewywodzący się z autochtonicznej ludności zamieszkują niemal wyłącznie w większych ośrodkach osadniczych, poza nimi większość mieszkańców stanowią Karelowie.
Tylko 4.372 osób zamieszkuje na wsiach, a ludność miejska stanowi niemal 90% ogółu mieszkańców.
W ostatnich latach populacja rejonu, tak jak populacja całej Karelii zmniejsza się w wyniku emigracji ludności do większych miast w Rosji w poszukiwaniu pracy oraz niskiego przyrostu naturalnego. Ponieważ wyjeżdżają głównie ludzie młodzi, średnia wieku mieszkańców rejonu jest wysoka, i wynosi ponad 40 lat dla kobiet i ok. 35 dla mężczyzn, przy czym na wsiach jest ona o ok. 5 lat wyższa niż w ośrodkach miejskich.
Średnia gęstość zaludnienia w rejonie wynosi 4,5 os./km².

## Miasta i ośrodek administracyjny
Największym miastem na terenie rejonu siegieżskiego, skupiającym niemal 70% całej populacji rejonu jest Siegieża, licząca 33.585 mieszkańców (2005 r.). Stanowi ona ośrodek administracyjny tej jednostki podziału terytorialnego.
Siegieża jest jedynym ośrodkiem osadniczym posiadającym prawa miejskie położonym na terenie rejonu. Poza nim na obszarze tej jednostki administracyjnej znajduje się jedno osiedle typu miejskiego – Nadwojcy, liczące 10.774 mieszkańców (1 stycznia 2005 r.),

## Gospodarka
Gospodarka rejonu, podobnie jak gospodarka całej Karelii po rozpadzie ZSRR pogrążona jest w kryzysie.
Podstawowymi źródłami utrzymania dla mieszkańców rejonu jest pozyskiwanie drewna dla potrzeb przemysłu, uprawa ziemi i chów zwierząt, a także myślistwo i rybołówstwo.
W Siegieży – głównym mieście rejonu znajduje się przemysł drzewny i celulozowo-papierniczy, a także spożywczy i metalurgiczny. Także Nadwojcach znajdują się zakłady produkujące wyroby z żelaza i aluminium, oraz zakłady papiernicze i spożywcze. W innych większych ośrodkach osadniczych znajduje się niewielki przemysł drzewny a oraz małe zakłady przemysłu spożywczego (jak piekarnie czy masarnie), zatrudniające kilka-kilkanaście osób, produkujące na potrzeby rynku lokalnego.
Istotne znaczenie gospodarcze odgrywa szeroko rozumiana sfera usług.
Uprawa roli z powodów klimatycznych nie odgrywa większego znaczenia, uprawiane są w niewielkich ilościach, dla zaspokojenia części lokalnych potrzeb jedynie odporne na złe warunki, szybko rosnące warzywa, a także ziemniaki oraz zboża: jęczmień, rzadziej żyto, także w niewielkich ilościach.
W rejonie prowadzony jest na niewielką skalę chów bydła, świń, drobiu, oraz zwierząt futerkowych.

## Klimat
Na terenie Rejonu panuje klimat umiarkowany chłodny, przejściowy pomiędzy morskim a kontynentalnym.
Średnia roczna temperatura powietrza wynosi poniżej 3 °C. Średnia temperatura najchłodniejszego miesiąca – lutego wynosi -11 °C ÷ -12 °C, zaś najcieplejszego – czerwca – ok. +16 °C. Okres bez przymrozków wynosi ok. 100 dni.
W rejonie notuje się wysoki poziom opadów, głównie w postaci deszczu, których największe nasilenie ma miejsce w sierpniu.